# FPS Creator
FPS Creator est un logiciel permettant de créer ses propres First Person Shooter (jeu de tir à la première personne), de façon simple, sans connaissance en programmation. Il est le résultat de plus de trois ans de développement de l'équipe de DarkBasic, à qui l'on doit les logiciels 3D GameMaker, et 3D Game Creator. Il est publié par Focus Home Interactive en France.
La version appelée aussi x9 utilise un système de scripts décrivant le comportement de chaque objet dans le jeu. L'utilisateur dispose d'une bibliothèque de 500 objets 2D, ainsi que de la possibilité d'importer de nouveaux objets 3D. Cependant le jeu peut devenir très lent dès que les objets se font nombreux. The Game Creator a aussi créé des "models packs" d'objets permettant aux utilisateurs du logiciel de disposer d'objets 3D sans avoir à créer ses propres objets. Les models packs sont disponibles à un prix de 12 € environ.
FPS Creator dispose d'une bibliothèque d'images, d'objets, d'entités, etc., classés en trois thèmes principaux : la Seconde Guerre mondiale, les temps modernes et la science-fiction.
Il est disponible en France depuis 2006, mais n'est plus commercialisé dans ce pays. Il existe également une version gratuite vous permettant de réaliser votre jeu normalement, mais sans la possibilité de compiler votre version en exécutable.
Pour le moment, on entend opposer au côté presque intuitif du logiciel de nombreux problèmes d'intelligence artificielle et une difficulté certaine à scripter un jeu simple joueur qui tienne la route.
En février 2016, The Game Creator a décidé de rendre Open Source le code du logiciel et de rendre gratuite l'application ainsi que plus de 50 Model packs tout disponible sur leurs GitHub.

## Qualités et défauts du logiciel

### Points positifs
- L'incorporation facile et intuitive de matériel personnalisé.

- La relative facilité à créer un programme jouable.

### Points négatifs
- Il n'est pas possible de sauvegarder une partie dans la version 1.0, le système de sauvegarde a été implémenté à partir de la version 1.1.

- Durant les phases de test, lorsqu'un niveau de jeu est modifié même de façon minime, le moteur recharge ce dernier entièrement.

## Les dernières mises à jour
En 2010, The Game Creators a mis en ligne la version 1.17, ainsi que les versions bêta de la 1.18.
Ces deux mises à jour opèrent de grandes modifications sur le moteur, apportant à la fois améliorations graphiques et optimisations. La version 1.17 permet l'utilisation de nouveaux pixel shaders 2.0 tels que le bloom et la profondeur de champ, et ajoute également de nouvelles technologies jusque-là indisponibles telles que le ragdoll ou la synchronisation labiale.
La version 1.18 apporte notamment une gestion de l'eau et de sa physique, un nouveau système d'éclairage dynamique en temps réel et des armes auxquelles ont été modélisées des mains.
En 2007 est sortie une nouvelle version du logiciel nommée FPS Creator X10, pour être finalement abandonnée en 2011. L'intelligence artificielle des personnages a été considérablement améliorée, le moteur physique remanié et la partie graphique quant à elle tirait parti des fonctionnalités apportées par DirectX 10.
Une troisième version, nommée FPS Creator Reloaded (maintenant devenue Game Guru), est sortie en 2013 et est encore d'utilisation, bien qu'une nouvelle version soit en développement (GameGuru MAX).